# Flo Mounier
Florent Mounier (Tours, 29 giugno 1974) è un batterista canadese.
È il batterista del gruppo death metal Cryptopsy.

## Biografia
Nato nel 1974 in Francia, si trasferì a Chicago all'età di 7 anni e a Montréal a 14 anni. Inizia a suonare la batteria a 13 anni prendendo lezioni da Tony Castelli, dopo che il padre portò a casa una vecchia batteria Slingerland. L'anno dopo si trasferisce a Montréal dove affina le sue abilità batteristiche. Nella stessa città incontrerà i futuri membri dei Cryptopsy (conosciuti in quel periodo come "Necrosis") ai quale si unirà nel 1992.
Oltre a suonare con i Cryptopsy partecipa in qualità di batterista nell'album "In The Flesh" dei Nader Sadek uscito nel 2011 e nell'album "Something Wicked Marches In" del supergruppo death metal Vltimas uscito nel 2019.

## Stile e Influenze
Stimato come uno tra i più grandi batteristi in ambito death, ha una grandissima padronanza delle tecniche di Blast Beat, doppia cassa e gravity roll che utilizza a velocità incredibilmente alte, con precisione e pulizia tanto da vederlo spesso suonare con queste tecniche a 280 bpm. Accosta a ciò una marcata influenza jazz/latin che gli permette di rendere molto variopinto e originale il suo sound, infatti nelle sue composizioni è rarissimo individuare due parti completamente identiche, che vengono arricchite con fill sempre diversi. I batteristi che più hanno influenzato Flo sono: Dennis Chambers, Kenneth Schalk, John Bonham, Buddy Rich, Gene Hoglan.

## Strumentazione
Il set utilizzato da Flo è formato da batteria Pearl, piatti Sabian e pelli Remo. La composizione è la seguente:

### Pearl Masterworks Drums
- Cassa 22”x18”
- Cassa 22”x18”
- Tom 8”x8”
- Tom 10”x9”
- Tom 12”x10”
- Tom 13”x11”
- Tom 16”x14”
- Rullante 13” Sensitone
- Rullante 14” Free-Floating Metal

### Piatti Sabian
- 14” HH crash
- 2x 16” ozone crashs
- 17” AA stage crash
- 18” AA medium crash
- 18” Evolution crash
- 18” Ozone crash
- 21” Raw bell dry ride
- 18” B8 pro china
- 14” AA mini china
- 12” AA mini china
- 12” AA fusion mini hi-hats
- 13” AA hi-hats
- 14” AA sizzles hi-hats
- 8” AA splash
- 10” Max stax
- 10” HH splash
- 10” AA splash

### Elettronica
- Roland SPD 20
- 2 DDRUM triggers for bass drums

## DVD e Video Didattici
Flo Mounier ha realizzato un Dvd didattico:
- Extreme Metal Drumming 101 (2005) : Formato da due DVD, il primo didattico, in cui vengono spiegate varie tecniche usate dall'artista mentre il secondo contiene performance live.

## Discografia
- 1993 - Ungentle Exhumation (Demo)
- 1994 - Blasphemy Made Flesh
- 1996 - None So Vile
- 1998 - Whisper Supremacy
- 2000 - ...And Then You'll Beg
- 2003 - None So Live (Live)
- 2005 - Once Was Not
- 2008 - The Unspoken King
- 2012 - Cryptopsy